# 가시마촌 (효고현)
가시마촌(香島村)은 효고현 이보군에 존재했던 촌이다. 1951년에신구정, 니시쿠리스촌, 고시베촌, 히가시쿠리스촌과 합병에 의해 새로운 신구정이 되어 소멸하였다. 현재의 다쓰노시에 해당한다.

## 역사
- 1889년 4월 1일 - 정촌제 시행에 의해 잇토군 가시마촌이 성립하였다.
- 1896년 4월 1일 - 이보군이 성립하여, 소속이 변경되었다.
- 1948년 4월 1일 - 신구정, 가시마촌, 니시쿠리스촌, 히가시쿠리스촌과 합병에 의해 새로운 신구정이 되었기 때문에 소멸하였다.

## 참고문헌
- 가도카와 일본지명대사전 28 효고현